# Russische Fußballmeisterschaft der Frauen
Die Russische Fußballmeisterschaft der Frauen (russisch Чемпионат России по футболу среди женщин, transkribiert Tschempionat Rossii po futbolu sredi schenschtschin) wurde 1991 nach der Auflösung der Sowjetunion gegründet. Seitdem gab es verschiedene Meister, die auch aufgrund zeitweiliger finanzieller Unterstützung einiger lokalen Sponsoren kurzfristig Erfolge feiern konnten. Der Spielbetrieb der Liga findet zwischen Mai und Oktober statt.
Durch zunehmende staatliche Unterstützung in den letzten Jahren konnten beispielsweise Swesda 2005 Perm und ŽFK Rossijanka Halbprofistatus erreichen. International rücken die Frauen zusehends zur Spitze auf. Beispielsweise erreichte Swesda Perm das Finale des UEFA Women’s Cup 2009 und auch die Nationalmannschaft erregte des Öfteren Aufsehen.

## Meister
- 1992:  Interros Moskau
- 1993:  FK ZSK WWS Samara[1]
- 1994:  FK ZSK WWS Samara
- 1995:  Energija Woronesch[2]
- 1996:  ZSK WWS Samara
- 1997:  Energija Woronesch
- 1998:  Energija Woronesch
- 1999:  Rjasan WDW
- 2000:  Rjasan TNK
- 2001:  ZSK WWS Samara
- 2002:  Energija Woronesch
- 2003:  Energija Woronesch
- 2004:  Lada Toljatti
- 2005:  ŽFK Rossijanka
- 2006:  ŽFK Rossijanka
- 2007:  Swesda 2005 Perm
- 2008:  Swesda 2005 Perm
- 2009:  Swesda 2005 Perm
- 2010:  ŽFK Rossijanka
- 2011/12:  ŽFK Rossijanka
- 2012/13: FC Sorki Krasnogorsk
- 2013:  Rjasan WDW
- 2014:  Swesda 2005 Perm
- 2015:  Swesda 2005 Perm
- 2016:  ŽFK Rossijanka
- 2017:  Swesda 2005 Perm
- 2018:  Rjasan WDW
- 2019: ZSKA Moskau
- 2020: ZSKA Moskau
- 2021: Lokomotive Moskau
- 2022: Zenit St. Petersburg
- 2023: Zenit St. Petersburg
- 2024: Zenit St. Petersburg

| Titel | Verein               | Saisons                            |
| ----- | -------------------- | ---------------------------------- |
| 6     | Swesda 2005 Perm     | 2007, 2008, 2009, 2014, 2015, 2017 |
| 5     | Energija Woronesch   | 1995, 1997, 1998, 2002, 2003       |
| 5     | ŽFK Rossijanka       | 2005, 2006, 2010, 2011/12, 2016    |
| 4     | FK ZSK WWS Samara    | 1993, 1994, 1996, 2001             |
| 4     | FK WDW Rjasan        | 1999, 2000, 2013, 2018             |
| 3     | Zenit St. Petersburg | 2022, 2023, 2024                   |
| 2     | ZSKA Moskau          | 2019, 2020                         |
| 1     | Interros Moskau      | 1992                               |
| 1     | Lada Toljatti        | 2004                               |
| 1     | Sorki Krasnogorsk    | 2012/13                            |
| 1     | Lokomotive Moskau    | 2021                               |

## Teilnehmer der Saison 2024
- Zenit St. Petersburg (Meister)
- Lokomotive Moskau
- ZSKA Moskau (Pokalsieger)
- WFC Rostow
- FK Jenissei Krasnojarsk
- FK Krasnodar
- Rjasan WDW
- Swesda 2005 Perm
- Tschertanowo Moskau
- Rubin Kasan
- Dynamo Moskau
- Krylja Sowetow Samara
- Spartak Moskau (Aufsteiger)

## Teilnehmer 1991–2024
| Verein                         |        | |
| Verein                         | Anzahl | Spielzeiten |
| ------------------------------ | ------ | --- |
| Rjasan WDW                     | 27     | 1997, 1998, 1999, 2000, 2001, 2002, 2003, 2005, 2006, 2007, 2008, 2009, 2010, 2011/12, 2012/13, 2013, 2014, 2015, 2016, 2017, 2018, 2019, 2020, 2021, 2022, 2023, 2024 |
| Tschertanowo Moskau            | 26     | 1992, 1993, 1994, 1995, 1996, 1997, 1998, 1999, 2000, 2001, 2002, 2003, 2004, 2005, 2006, 2007, 2015, 2016, 2017, 2018, 2019, 2020, 2021, 2022, 2023, 2024             |
| Energija Woronesch             | 17     | 1992, 1993, 1994, 1995, 1996, 1997, 1998, 1999, 2000, 2001, 2002, 2003, 2004, 2008, 2009, 2010, 2011/12                                                                |
| Swesda 2005 Perm               | 18     | 2007, 2008, 2009, 2010, 2011/12, 2012/13, 2013, 2014, 2015, 2016, 2017, 2018, 2019, 2020, 2021, 2022, 2023, 2024                                                       |
| Kubanotschka Krasnodar         | 16     | 1996, 1997, 1998, 1999, 2000, 2001, 2010, 2011/12, 2012/13, 2013, 2014, 2015, 2016, 2017, 2018, 2019                                                                   |
| Lada Toljatti                  | 14     | 1994, 1995, 1996, 1997, 1998, 1999, 2000, 2001, 2002, 2003, 2004, 2005, 2006, 2009                                                                                     |
| ŽFK Rossijanka                 | 14     | 2004, 2005, 2006, 2007, 2008, 2009, 2010, 2011/12, 2012/13, 2013, 2014, 2015, 2016, 2017                                                                               |
| FK ZSK WWS Samara              | 13     | 1992, 1993, 1994, 1995, 1996, 1997, 1998, 1999, 2000, 2001, 2002, 2003, 2004                                                                                           |
| ZSKA Moskau                    | 10     | 1993, 2016, 2017, 2018, 2019, 2020, 2021, 2022, 2023, 2024 |
| Wolschanka Tscheboksary        | 8      | 1992, 1993, 1994, 1995, 1996, 2000, 2001, 2002 |
| SchWSM Ismailowo Moskau        | 8      | 2007, 2008, 2009, 2010, 2011/12, 2012/13, 2013, 2014 |
| FK Jenissei Krasnojarsk        | 8      | 2017, 2018, 2019, 2020, 2021, 2022, 2023, 2024 |
| Kaluschanka Kaluga             | 7      | 1993, 1994, 1995, 1996, 1997, 1998, 1999 |
| Nadeschda Noginsk              | 7      | 2002, 2003, 2004, 2005, 2006, 2007, 2008 |
| Lokomotive Moskau              | 7      | 2018, 2019, 2020. 2021, 2022, 2023, 2024 |
| Sibirjatschka Krasnojarsk      | 6      | 1992, 1993, 1994, 1995, 1996, 1997 |
| Spartak Moskau                 | 6      | 1992, 2001, 2002, 2005, 2006, 2024 |
| FC Sorki Krasnogorsk           | 5      | 2011/12, 2012/13, 2013, 2014, 2015 |
| Zenit St. Petersburg           | 5      | 2020, 2021, 2022, 2023, 2024 |
| WFC Krasnodar                  | 5      | 2020, 2021, 2022, 2023, 2024 |
| SiM Moskau                     | 4      | 1992, 1993, 1994, 1995 |
| Aurora Sankt-Petersburg        | 4      | 1993, 1994, 2006, 2007 |
| Idel Ufa                       | 4      | 1995, 1996, 1997, 1998 |
| FK Mordovochka Saransk         | 4      | 2011/12, 2012/13, 2013, 2014 |
| WFC Rostow                     | 4      | 2021, 2022, 2023, 2024 |
| Rubin Kasan                    | 4      | 2021, 2022, 2023, 2024 |
| Tekstilschtschik Ramenskoje    | 3      | 1992, 1993, 1998 |
| Energetik KMW Kislowodsk       | 3      | 1997, 2002, 2003 |
| Don-Tech Schachty              | 3      | 2000, 2001, 2002 |
| FK Donchanka-OSDYuShOR №9 Azov | 3      | 2012/13, 2013, 2017 |
| Sneschana Ljuberzy             | 2      | 1992, 1994 |
| Russia Chotkowo                | 2      | 1993, 1994 |
| MISI Moskau                    | 2      | 1994, 1995 |
| Diana Moskau                   | 2      | 1999, 2000 |
| Prialit Reutow                 | 2      | 2005, 2006 |
| SKA Rostow-na-Donu             | 2      | 2007, 2008 |
| UOR-Swesda Swenigorod          | 2      | 2009, 2010 |
| Torpedo Ischewsk               | 2      | 2018, 2019 |
| Dynamo Moskau                  | 2      | 2023, 2024 |
| Krylja Sowetow Samara          | 2      | 2023, 2024 |
| Interros Moskau                | 1      | 1992 |
| Prometei Sankt-Petersburg      | 1      | 1992 |
| Interlenprom Sankt-Petersburg  | 1      | 1992 |
| Sturm Petrosawodsk             | 1      | 1992 |
| Sedin-Schiss Krasnodar         | 1      | 1992 |
| Rus Moskau                     | 1      | 1993 |
| Sila Sankt-Petersburg          | 1      | 1995 |
| KAMAS Nabereschnyje Tschelny   | 1      | 1996 |
| Tekstilschtschik-SiM Moskau    | 1      | 1996 |
| Sjujumbike Selenodolsk         | 1      | 1996 |
| Anneki Kaluga                  | 1      | 2003 |
| Nika Nischni Nowgorod          | 1      | 2004 |
| Newa Sankt-Petersburg          | 1      | 2005 |
| Victoria Belgorod              | 1      | 2006 |
| FK Chimki                      | 1      | 2007 |

- 1993: Aurora Sankt-Petersburg entstand aus Fusion von Prometei Sankt-Petersburg und Interlenprom Sankt-Petersburg
- 1994: SKIF Malachkowka benannte sich um in SKIF Moskau
- 1995: MISI-Bina Moskau benannte sich um in MISI Moskau
- 1996: Tekstilschtschik-SiM Moskau entstand aus Fusion von Tekstilschtschik Ramenskoje und SiM Moskau
- 1997: SKIF Moskau benannte sich um in Tschertanowo Moskau
- 2000: WDW Rjasan benannte sich um in Rjasan TNK
- 2002: KMW Kislowodsk benannte sich um in Energetik KMV Kislowodsk
- 2003: Rjasan TNK benannte sich um in FK Rjasan TNK
- 2005: ŽFK Rossijanka Krasnoarmeisk benannte sich um in ŽFK Rossijanka Moskowskaja Oblast
- 2005: FK Rjasan TNK benannte sich um in FK Rjasan WDW